# Monita Rajpal

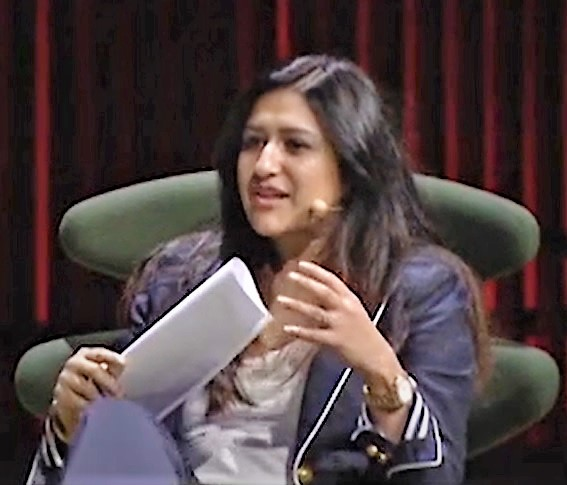
Monita Rajpal, 2016

Monita Rajpal (* 19. Februar 1974 in Hongkong) ist eine kanadische Journalistin und ehemalige Anchorwoman bei CNN International.
Sie stammt aus einer Sikh-Familie und hat Geschwister. Sie spricht Englisch, Französisch, Kantonesisch und Panjabi.

## Leben
Als Kind mit der Familie nach Kanada übersiedelt, machte sie 1996 den Abschluss als B.A.A. (Bachelor of Applied Arts) in Radio and Television Arts an der Ryerson Polytechnic University (heute Ryerson University) in Toronto.
Danach arbeitete sie bei Torontos Nachrichtensender Pulse24. 2001 kam sie ins CNN-Studio Atlanta, wo sie bis 2004 tätig war.
Seit 2004 arbeitete sie in der Londoner CNN-Niederlassung, im sogenannten Turner-House. Sie moderierte dort das Morgenprogramm CNN Today, auch bekannt als CNN Morning-Show, gemeinsam mit wechselnden Kollegen wie Max Foster, Richard Quest und Adrian Finighan. Ab der zweiten Hälfte des Jahres 2012 war sie für CNN International in Hongkong tätig, wo sie nach 13 Jahren für CNN am 4. Juli 2014 ihren Abschied nahm.
Zudem machte sie Außenreportagen und Cover-Storys zu aktuellen Themen:
- 2004: „Staying Alive“, eine Dokumentation über HIV in Zusammenarbeit mit MTV
- 2005: Fundraising-Programm gemeinsam mit MTV für die Opfer des Tsunamis in Südostasien, gesendet aus Bangkok
- Berichterstattung über die Terroranschläge am 7. Juli 2005 in London
- Berichterstattung über das Begräbnis von Papst Johannes Paul II.
- Berichterstattung zum Tod von Palästinenser- und PLO-Führer Jassir Arafat

Sie moderierte auch
- das Technologie- und Umwelt-Format „Global Challenges“ auf CNN International.
- „Design 360°“ ein Format über Design, Lebensstil etc.
- die monatliche Sendung „Art of Life“

Monita Rajpal interviewte einige Prominente und Politiker, darunter Michail Gorbatschow, Ehud Barak, sowie die Präsidenten Vicente Fox, Alejandro Toledo, Andrés Pastrana und Moses Blah, außerdem die Musiker Bob Geldof, Peter Gabriel und Dido.